# Creepschool
Creepschool è una serie animata francese, svedese e canadese. Prodotta da Alphanim, Happy Life, e Cinar. Trasmessa in Italia dal 25 ottobre 2004 su Disney Channel. La serie tratta di quattro ragazzini alle prese con avventure in una scuola frequentata da mostri.

## Trama
Elliott, Janice, Josh e Victoria prendono un autobus che li condurrà al loro primo giorno di scuola. Questi, saranno portati in un luogo desolato e sinistro per frequentare la loro nuova e spaventosa scuola piena di strane creature, la Creepschool. Da qui, i ragazzi si accorgeranno che la scuola è popolata da mostri, a partire dagli insegnanti e dagli alunni, fino ad arrivare al cuoco. Nonostante ciò, inizieranno a fare amicizia con questi e ad incappare in avventure al di fuori del normale.

## Personaggi
- Elliot
- Janice
- Josh
- Victoria
- Sig. Malcom
- Elvira
- Gilbert
- Sig.na Dorothy
- Elsa